# Niederprüm

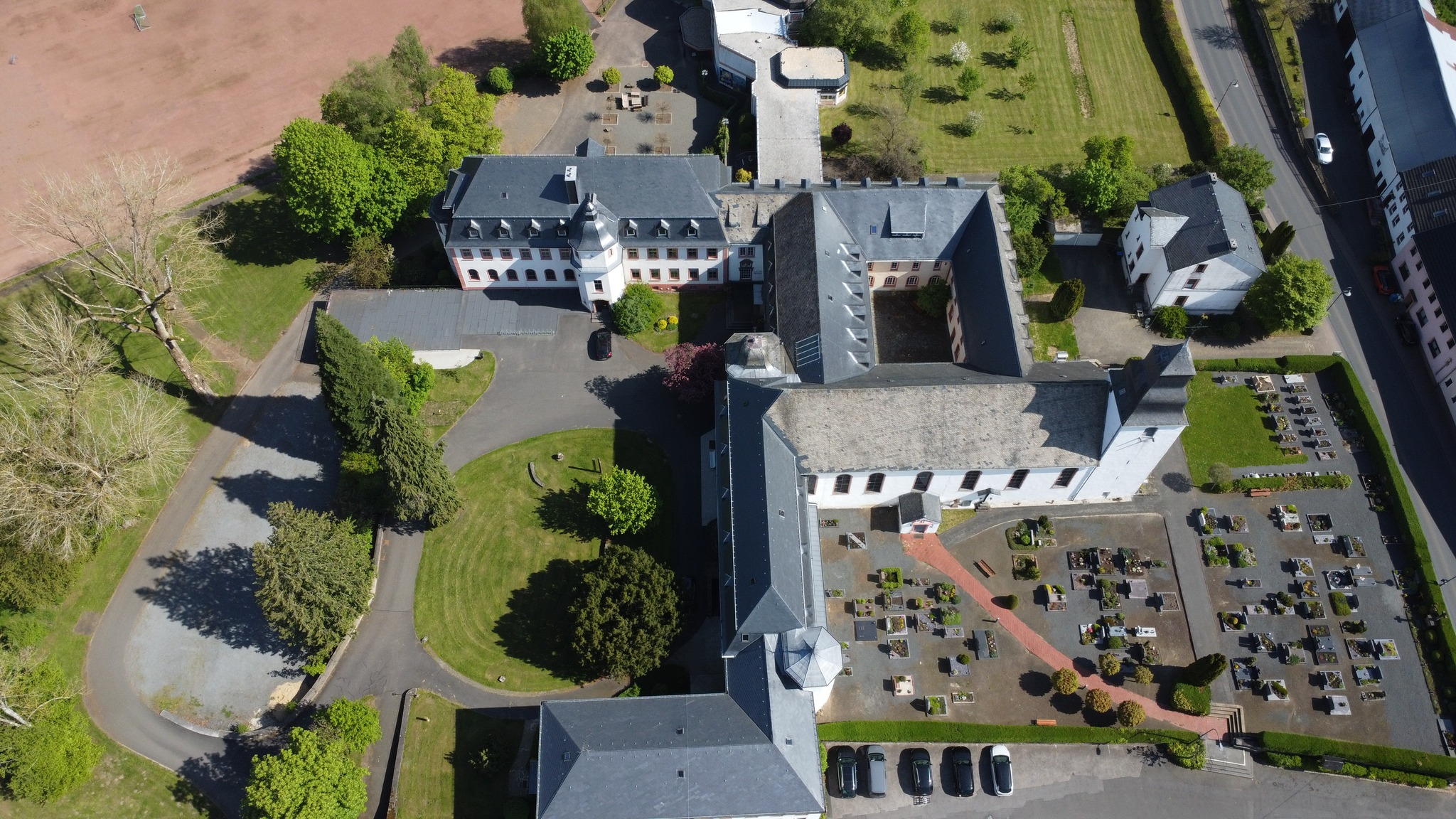
Niederprüm – Pfarrkirche (St. Gordian und Epimachus), Friedhof, Pfarrhaus und Vinzenz-von-Paul Gymnasium

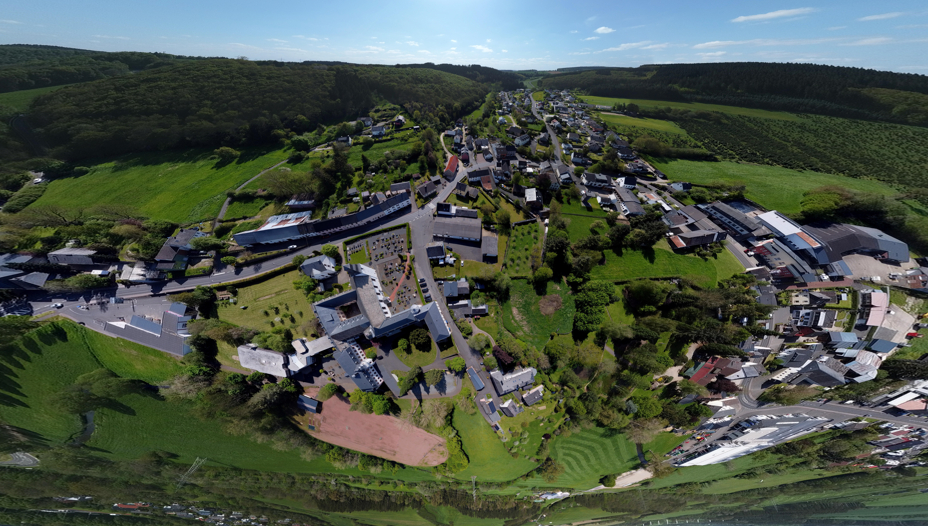
Niederprüm Panoramaansicht

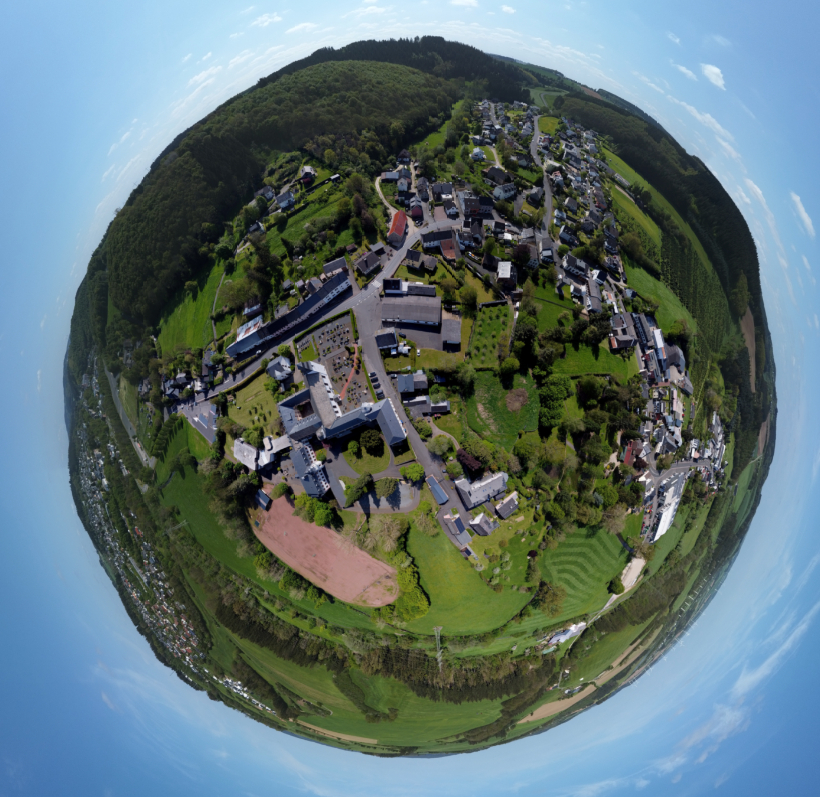
Niederprüm als Globus

Niederprüm ist ein Stadtteil von Prüm im Eifelkreis Bitburg-Prüm in Rheinland-Pfalz.

## Geographische Lage
Niederprüm liegt im Tal der Prüm. Durch den Ort verläuft die B 410. Nördlich vom Ort befindet sich die Innenstadt Prüms, im Osten liegt Rommersheim, im Süden Ellwerath und im Westen Weinsfeld und Watzerath.

## Geschichte
Erstmals urkundlich erwähnt wurde Niederprüm am 13. August 762. In dieser Urkunde wird die Schenkung des Hofguts Niederprüm von Pippin an das Kloster Prüm erwähnt. Im Jahr 1190 entstand das Benediktinerinnenkloster, welches 1809 aufgehoben wurde.
Am 7. Juni 1969 wurde die bis dahin eigenständige Gemeinde Niederprüm in die Stadt Prüm eingemeindet.

## Kultur und Sehenswürdigkeiten
Siehe auch: Liste der Kulturdenkmäler in Prüm
- Römisch-katholische Pfarrkirche St. Gordian und Epimachus, erbaut im 17. Jahrhundert
- Klostergebäude des ehemaligen Benediktinerinnenklosters, erbaut im 17. Jahrhundert
- Hauerkapelle westlich des Ortes, Baubeginn in den 1950er Jahren
- Ehemalige Klostermühle aus dem 18. Jahrhundert
- Ehemalige Gerberei nordwestlich des Ortes von 1891
- Ehemalige Ziegelei westlich von Niederprüm, von 1899 bis 1973 in Betrieb
- Kreuzigungsbildstöcke: nördlich des Ortes von 1690, südlich des Ortes von 1720 mit Relieffigur des Petrus, barocker Stil
- Schaftkreuze: Westlich von Niederprüm bezeichnet 1687, im südlichen Ortsteil bezeichnet 1781
- Elf Wegekreuze auf dem Gemeindegebiet

Bildergalerie
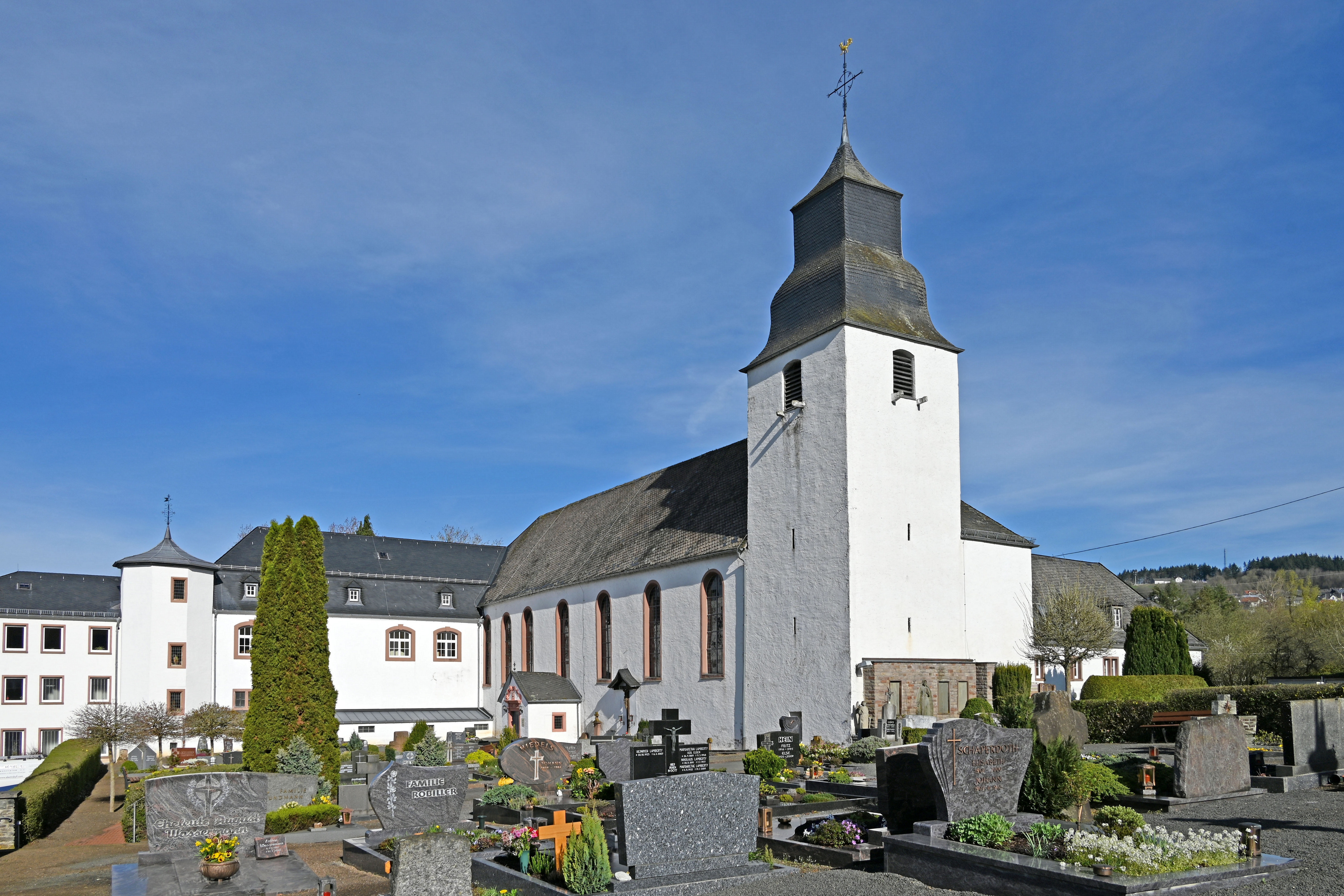
Klosterkirche - Außen
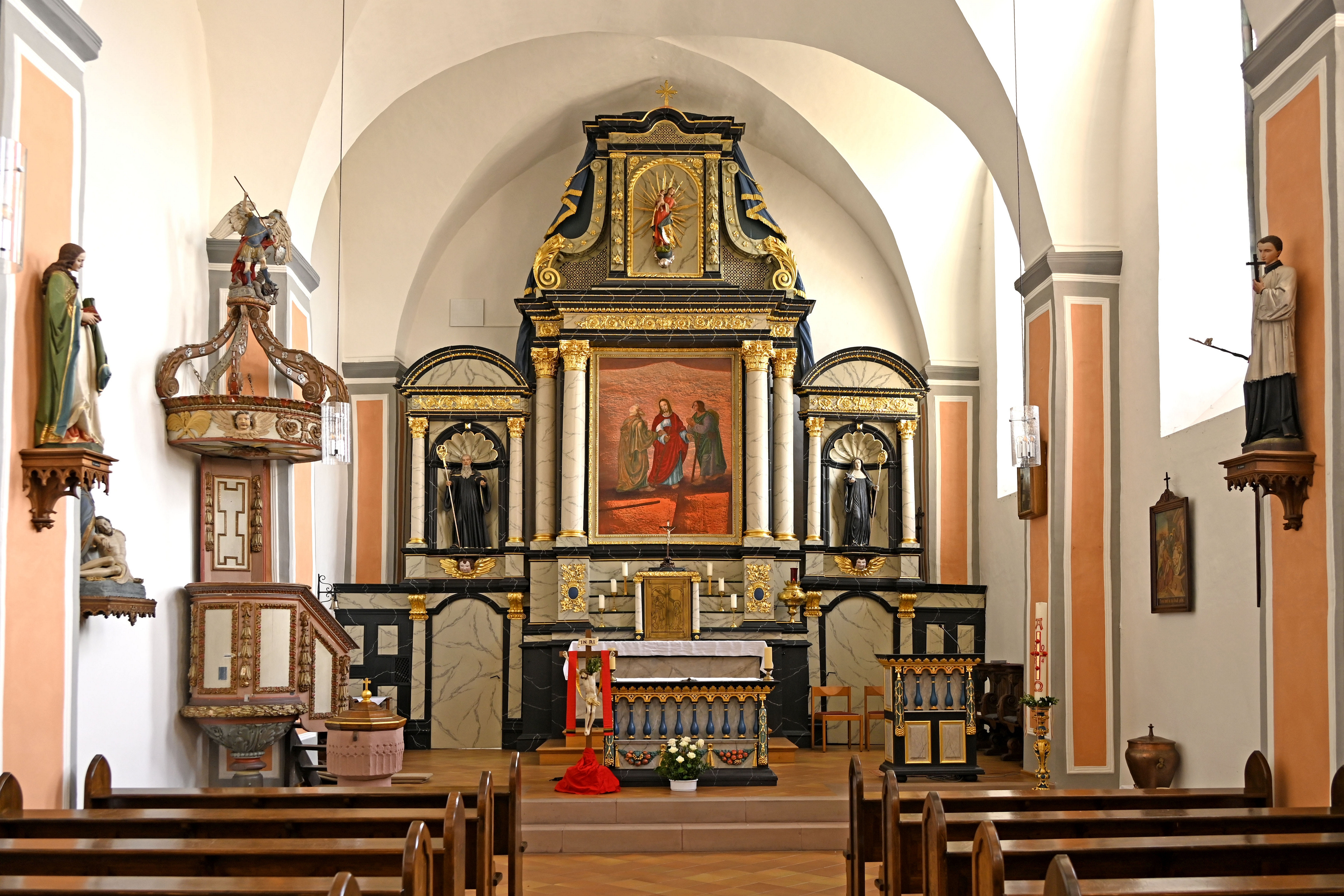
Innenraum
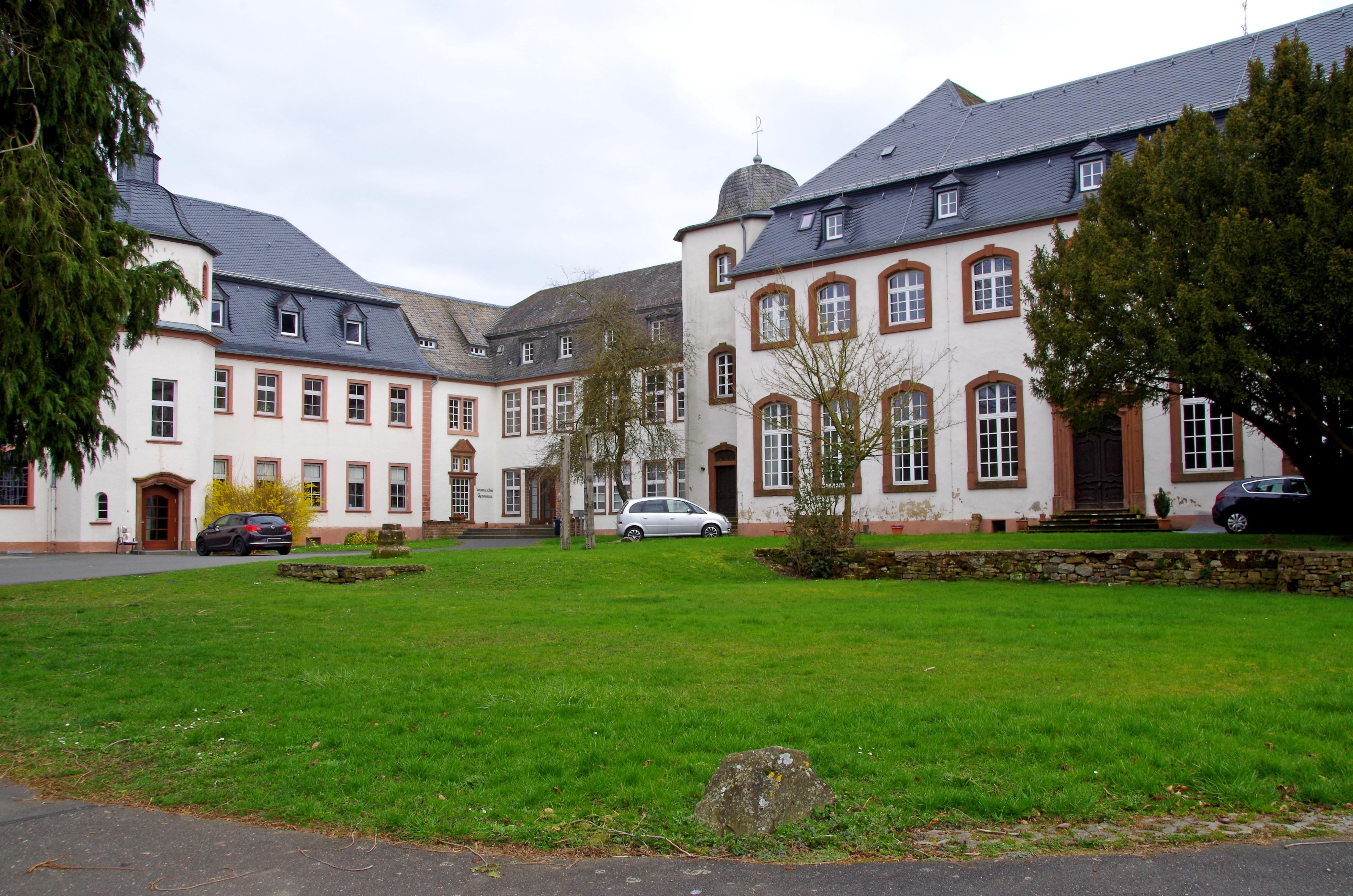
Klostergebäude
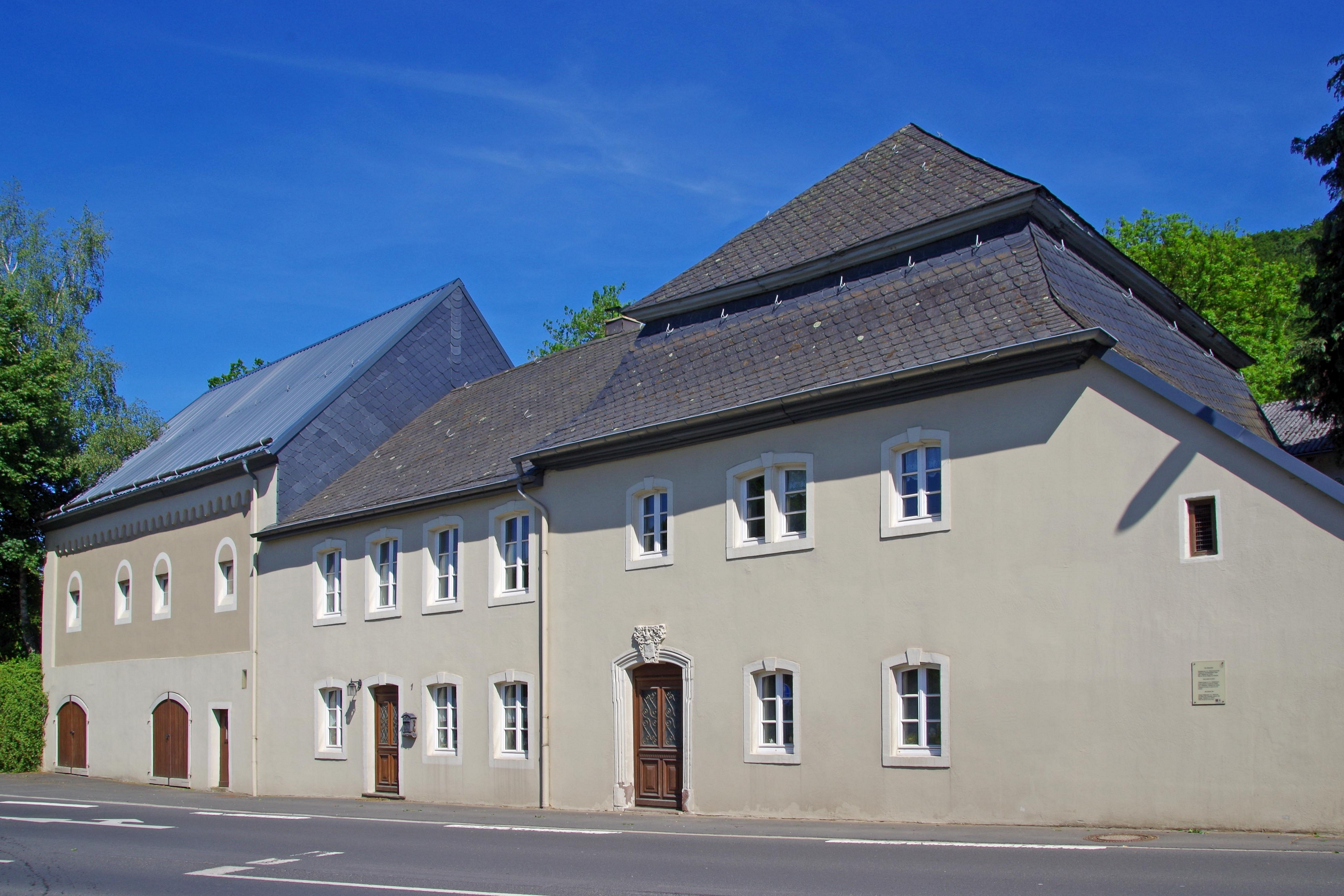
Ehemalige Klostermühle
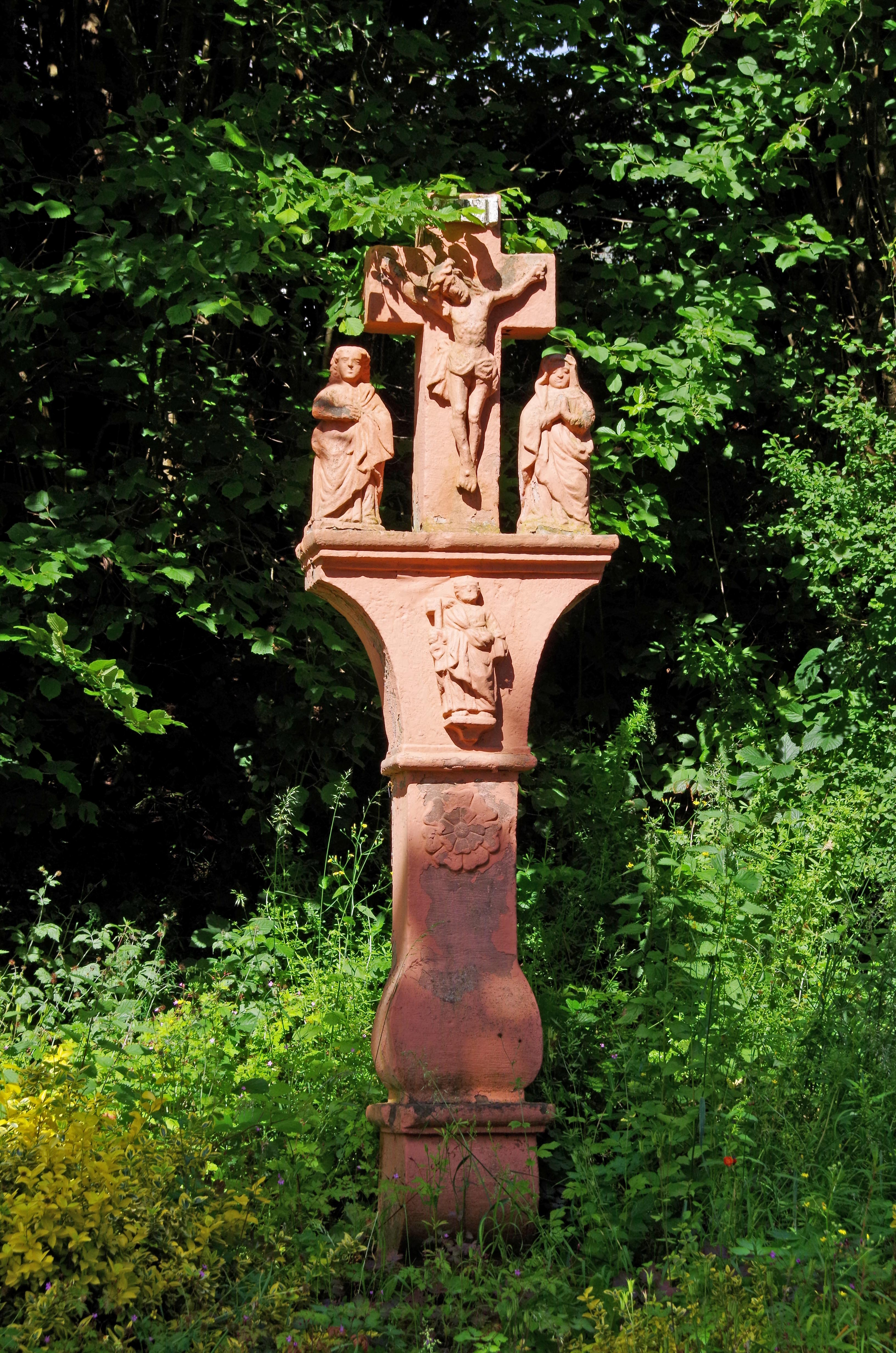
Bildstock von 1720
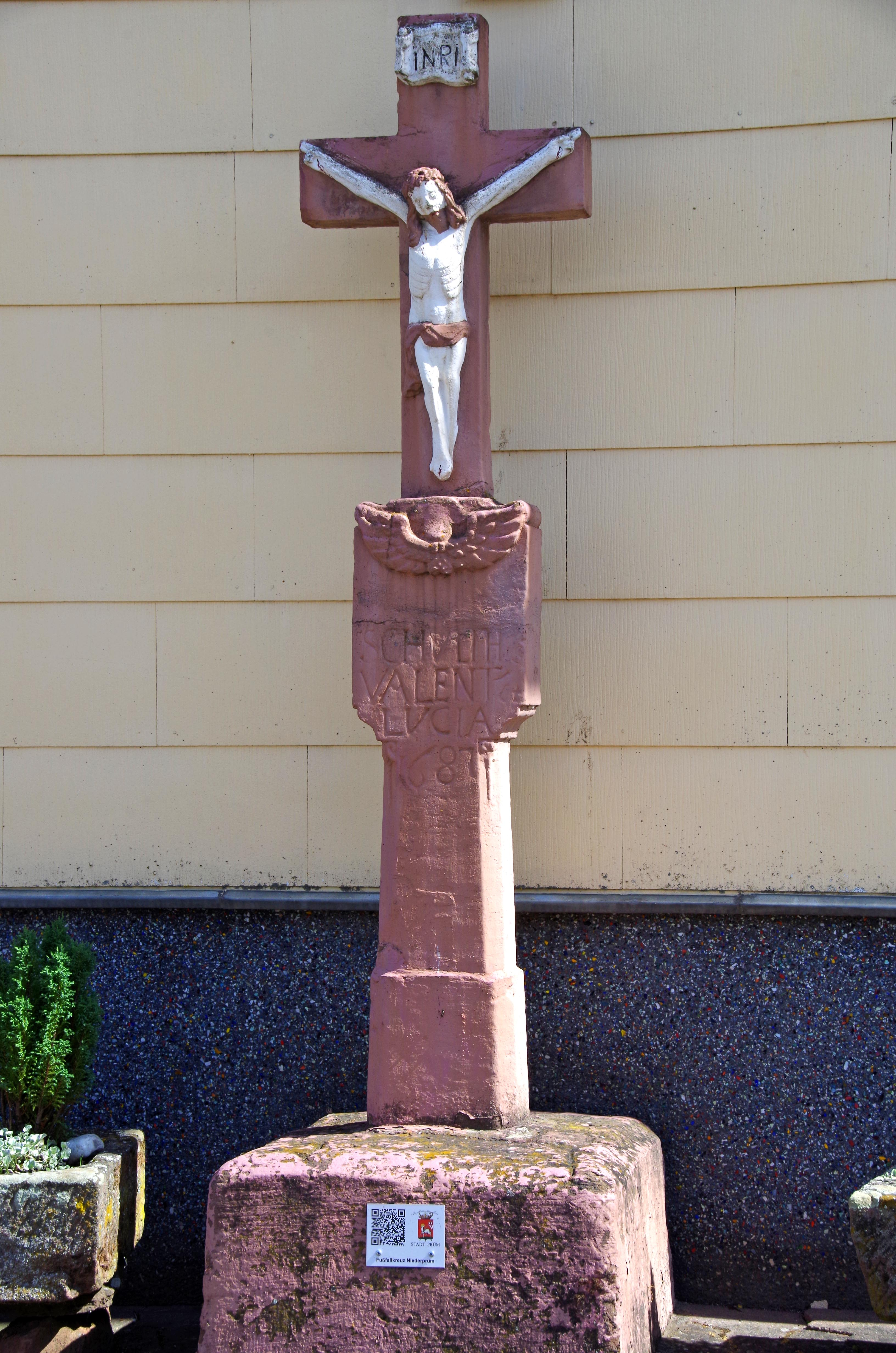
Schaftkreuz von 1687
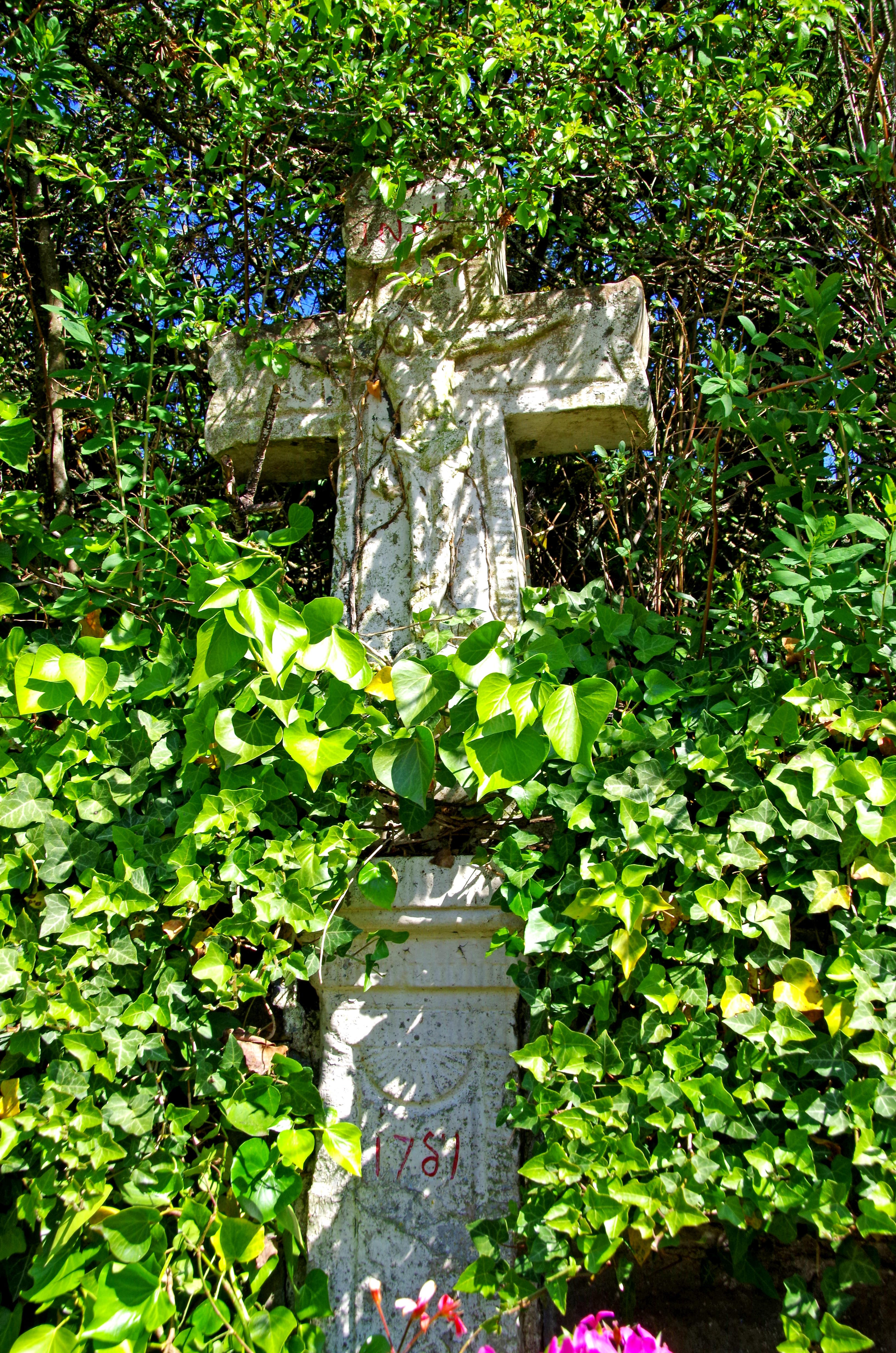
Schaftkreuz von 1781

## Bevölkerungsentwicklung
| Jahr | Einwohnerzahl |
| ---- | ------------- |
| 1933 | 517           |
| 1939 | 520           |
| 2014 | 545           |